# Nick Mitchell (professioneel worstelaar)
Nicholas Cole Mitchell (Magnolia, 9 november 1982) is een Amerikaans professioneel worstelaar die actief was in de World Wrestling Entertainment (WWE) als Mitch van de Spirit Squad op Raw.

## Kampioenschappen en prestaties
- World Wrestling Entertainment
  - World Tag Team Championship (1 keer - als lid van de Spirit Squad)